# Juge de Chester
Le Juge de Chester, en anglais Justice of Chester, était à la tête de l’autorité judiciaire pour le comté Palatin de Chester
De la création du comté jusqu’à l’abolition de la juridiction palatine en 1830 le Juge de Chester avait la juridiction possédée en Angleterre par la cour de Ban du Roi.